# Mezőnagymihály
Mezőnagymihály es un pueblo ubicado en el distrito de Mezőkövesd, en el condado de Borsod-Abaúj-Zemplén, Hungría.

## Superficie
Posee una superficie de 61,86 kilómetros cuadrados.

## Demografía
Hasta 2019 la población era de 982 habitantes, con una densidad de población de 15,87 habitantes por kilómetro cuadrado.